# Maison Pierre-Paré
La maison Pierre-Paré est une maison de style néoclassique construite au début du XIXe siècle située dans le secteur Saint-François à Laval. La maison a été reconnue immeuble patrimonial en 1976 et classée en 2012.